# Lista de prefeitos de Vilhena
Esta é a lista de prefeitos de Vilhena, estado brasileiro de Rondônia.
| Nº | Nome                                          | Imagem                | Partido                                          | Início do mandato       | Fim do mandato                                              | Observações                               |
| 1  | Renato Coutinho                               |                       | Aliança Renovadora Nacional ARENA                | 23 de novembro de 1977  | 3 de março de 1980                                          | Prefeito nomeado                          |
| 2  | Bonifácio Almodóvar                           |                       | Partido Democrático Social PDS                   | 4 de abril de 1980      | 15 de maio de 1980                                          | Prefeito nomeado                          |
| 3  | Arnaldo Lopes Martins                         |                       | Partido Democrático Social PDS                   | 16 de maio de 1980      | 23 de março de 1982                                         | Prefeito nomeado                          |
| 4  | Albino Wobeto                                 |                       | Partido Democrático Social PDS                   | 24 de março de 1982     | 31 de março de 1983                                         | Prefeito nomeado                          |
| 5  | Vitório Abrão                                 |                       | Partido Democrático Social PDS                   | 1º de fevereiro de 1983 | 31 de dezembro de 1987                                      | Prefeito eleito em sufrágio universal     |
| 6  | Élcio Carlos Rossi                            |                       | Partido Democrático Social PDS                   | 1º de janeiro de 1988   | 31 de dezembro de 1988                                      | Prefeito eleito em sufrágio universal     |
| 7  | Lourivaldo Ruttmann                           |                       | Partido Trabalhista Brasileiro PTB               | 1º de janeiro de 1989   | 31 de dezembro de 1992                                      | Prefeito eleito em sufrágio universal     |
| 8  | Ademar Marcol                                 |                       | Partido da Frente Liberal PFL                    | 1º de janeiro de 1993   | 31 de dezembro de 1996                                      | Prefeito eleito em sufrágio universal     |
| 9  | Melkisedek Donadon                            |                       | Partido Social Cristão PSC                       | 1º de janeiro de 1997   | 3 de abril de 1998                                          | Prefeito eleito em sufrágio universal     |
| 10 | Heitor Batista                                |                       | Partido do Movimento Democrático Brasileiro PMDB | 4 de abril de 1998      | 31 de dezembro de 2000                                      | Prefeito substituto                       |
| 11 | Melkisedek Donadon                            |                       | Partido Trabalhista Brasileiro PTB               | 1º de janeiro de 2001   | 31 de dezembro de 2004                                      | Prefeito reeleito em sufrágio universal   |
| 12 | Marlon Donadon                                |                       | Partido Trabalhista Brasileiro PTB               | 1º de janeiro de 2005   | 31 de dezembro de 2008                                      | Prefeito eleito em sufrágio universal     |
| 13 | José Rover                                    |                       | Partido Progressista PP                          | 1º de janeiro de 2009   | 31 de dezembro de 2012                                      | Prefeito eleito em sufrágio universal     |
| 13 | José Rover                                    | 1º de janeiro de 2013 | Partido Progressista PP                          | 10 de novembro de 2016  | Prefeito reeleito em sufrágio universal (preso)             |                                           |
| 14 | Célio Batista                                 |                       | Partido da República PR                          | 10 de novembro de 2016  | 31 de dezembro de 2016                                      | Prefeito interino                         |
| 15 | Rosani Donadon                                |                       | Partido do Movimento Democrático Brasileiro PMDB | 1º de janeiro de 2017   | 27 de abril de 2018                                         | Prefeita eleita em sufrágio universal.    |
| 16 | Adilson de Oliveira                           |                       | Partido da Social Democracia Brasileira PSDB     | 28 de abril de 2018     | 30 de junho de 2018                                         | Prefeito interino                         |
| 17 | Eduardo Tsuru                                 |                       | Partido Verde PV                                 | 1º de julho de 2018     | 31 de dezembro de 2020                                      | Prefeito eleito em sufrágio suplementar.  |
| 17 | Eduardo Tsuru                                 | 1º de janeiro de 2021 | Partido Verde PV                                 | 6 de julho de 2022      | Prefeito reeleito em sufrágio universal Cassado pelo TRE-RO |                                           |
| 18 | Ronildo Macedo                                |                       | Podemos PODE                                     | 7 de julho de 2022      | 1° de janeiro de 2023                                       | Prefeito interino                         |
| 20 | Flori Cordeiro de Miranda Jr (Delegado Flori) |                       | Podemos PODE                                     | 2 de janeiro de 2023    | 31 de dezembro de 2024                                      | Prefeito eleito em eleições suplementares |
| 20 | Flori Cordeiro de Miranda Jr (Delegado Flori) | 1° de janeiro de 2025 | Podemos PODE                                     | Atualidade              | Prefeito reeleito em sufrágio universal                     |                                           |